# Уотсон, Адель
Аде́ль Уо́тсон (англ. Adele Watson; 3 января 1890, Моррис, Миннесота, США — 27 марта 1933, Лос-Анджелес, Калифорния, США) — американская актриса

.

## Биография и карьера
Адель Уотсон родилась 3 января 1890 года в Моррисе (штат Миннесота, США).
Актриса, ростом 1,70 метра, появлялась на экране в эпоху немого кино, сыграв с 1922 по 1933 год в 37-ми фильмах. По-домашнему выглядящая, актриса обычно играла трудолюбивых женщин, прислуг или матерей. Среди её наиболее известных ролей: миссис Дойл в фильме «Враг общества»  (реж. Уильям А. Уэллман, 1931) с Джеймсом Кэгни в главной роли, а также Энни в комедии Лорела и Харди «Кончай свои проблемы».
Уотсон скончалась 27 марта 1933 года в Лос-Анджелесе, штат Калифорния, от двусторонней пневмонии на 44-м году жизни.

## Избранная фильмография
| Год  |   | Русское название | Оригинальное название | Роль               |
| ---- | - | ---------------- | --------------------- | ------------------ |
| 1931 | ф | Враг общества    | The Public Enemy      | Миссис Дойл        |
| 1931 | ф | Эрроусмит        | Arrowsmith            | Миссис Новак       |
| 1932 | ф | Трое в паре      | Three on a Match      | Медсестра на лодке |